# Barbara W. Tuchman
Barbara Wertheim Tuchman (født 30. januar 1912, død 6. februar 1989) var en kvindelig amerikansk historisk forfatter.
Hun har bl.a. skrevet: Telegrammet fra Zimmermann, Det stolte tårn, Kanonerne i august 1914, Et fjernt spejl
Bibliografi
- The Lost British Policy: Britain and Spain Since 1700. London: United Editorial, 1938. OCLC 1437885
- Bible and Sword: England and Palestine from the Bronze Age to Balfour. New York: New York University Press, 1956. OCLC 445506
- The Zimmermann Telegram. New York: Viking Press, 1958. OCLC 221110341
- The Guns of August. New York: Macmillan, 1962. OCLC 781625312
- The Proud Tower: A Portrait of the World Before the War, 1890–1914. New York: Macmillan, 1966. ISBN 0345405013
- Stilwell and the American Experience in China, 1911–45 (1971) OCLC 109537
- Notes from China. New York: Collier, 1972. OCLC 570634
- A Distant Mirror: The Calamitous Fourteenth Century. New York: Alfred A. Knopf, 1978. ISBN 0394400267
- Practicing History: Selected Essays. New York: Alfred A. Knopf, 1981. ISBN 0394520866
- The March of Folly: From Troy to Vietnam.New York: Knopf/Random House, 1984. ISBN 0394527771
- The First Salute: A View of the American Revolution. New York: Knopf/Random House, 1988. ISBN 0394553330